# Distretto di Maquía
Il distretto di Maquía è uno degli undici distretti della provincia di Requena, in Perù. Si trova nella regione di Loreto e si estende su una superficie di 4.792,06 chilometri quadrati.
Istituito il 20 luglio 1946, ha per capitale la città di Santa Isabel.